# Roberto Salido Beltrán
Roberto Salido Beltrán (Álamos, 8 de octubre de 1912 — Ciudad de México, 25 de abril de 1988) fue un notable piloto aviador militar mexicano. Nació el 8 de octubre de 1912, en Álamos, Sonora, México. En 1932, se graduó de oficial de artillería en el Colegio Militar y el 1.º de marzo de 1937, se graduó como subteniente piloto aviador en la Escuela Militar de Aviación.
Con el 1.er. Regimiento Aéreo participó en la campaña contra Saturnino Cedillo. Hizo varios cursos de vuelo en EE. UU., fue instructor en la Escuela Superior de Guerra y luego fue incorporado a la Fuerza Aérea Expedicionaria Mexicana, como jefe del Estado Mayor, con la que participó en la campaña de Filipinas durante la Segunda Guerra Mundial.
Se graduó en la Escuela Superior de Guerra y en 1952 y ascendió a general brigadier. Fue subjefe de la Fuerza Aérea Mexicana y, en calidad de director de la Escuela Militar de Aviación, coordinó los trabajos para la creación del Colegio del Aire, el cual entró en servicio, bajo su dirección, el 15 de septiembre de 1959.
Roberto Salido Beltrán era agregado militar de la embajada de México en EE. UU. y general de división, cuando en 1970 se hizo cargo de la jefatura de la Fuerza Aérea Mexicana, puesto que desempeñó hasta 1976. Al dejar el mando pasó a la situación de retiro.
Salido Beltrán fue un notable escritor y persona de gran cultura; colaboró en periódicos y revistas, y escribió Táctica General Aérea, Táctica de Bombardeo Aéreo, Sumario de Operaciones Aeroterrestres, Campañas de Morelos en 1812 y Quetzalcóatl. Murió en la Ciudad de México, el 25 de abril de 1988. Poseía numerosas condecoraciones nacionales y extranjeras.